# Christer Bredbacka
Christer Erik Bredbacka, född 30 november 1946 i Finland, död 13 oktober 2000 i Hedvig Eleonora församling, Stockholm, var en finlandssvensk konsult och fackboksförfattare, verksam i Stockholm. 
Han var gift två gånger, andra gången 1988–1992 med skådespelaren Ann Zacharias.